# Municipio de Bear Creek (Míchigan)
El municipio de Bear Creek (en inglés: Bear Creek Township) es un municipio ubicado en el condado de Emmet, en el estado estadounidense de Míchigan. En el año 2010 tenía una población de 6201 habitantes y una densidad de 52,41 personas por km².

## Geografía
El municipio de Bear Creek se encuentra ubicado en las coordenadas 45°21′7″N 84°54′14″O / 45.35194, -84.90389. Según la Oficina del Censo de los Estados Unidos, el municipio tiene una superficie total de 118.33 km², de la cual 102.5 km² corresponden a tierra firme y (13.38%) 15.83 km² es agua.

## Demografía
Según el censo de 2010, había 6201 personas residiendo en el municipio de Bear Creek. La densidad de población era de 52,41 hab./km². De los 6201 habitantes, el municipio de Bear Creek estaba compuesto por el 93.34% blancos, el 0.66% eran afroamericanos, el 3.08% eran amerindios, el 0.92% eran asiáticos, el 0.05% eran isleños del Pacífico, el 0.19% eran de otras razas y el 1.76% pertenecían a dos o más razas. Del total de la población el 1.48% eran hispanos o latinos de cualquier raza.